# 林チカラ
林 チカラ（はやし ちから、1989年10月4日 - ）は、日本の俳優・ファッションモデル。
本名は米川 力。芸名をCHIKARAとしてエヴァーグリーン・エンタテイメントに所属。その後、2012年5月14日より芸名を林チカラとしてセリューエンターテイメントの公式サイトに登録される。
現在は実業家となり、株式会社CYofficeの代表取締役として活躍している。

## 来歴・人物
東京都江東区在住。日出高等学校卒業、日大芸術学部中退。身長178cm。足のサイズは27cm。趣味は格闘技観戦、ダンス、筋トレ。父の影響でマニアを自称するほどの熱狂的プロレスファンである。
父は小さな会社を複数経営。祖父を含め3代でプロレスファンである。フィギュアスケートの長洲未来とは血縁関係にある。後述のスポーツバラエティ番組出演で芸能界に興味を持ち、俳優を志す。
デビュー前の2000年（当時小学5年生）には小川直也に敗れ引退表明したプロレスラーの橋本真也の復帰嘆願運動を、兄の米川宝（当時中学2年生、現在はテレビ朝日制作プロデューサー）と共に開始した。プロレス関係者やファンの間では「折り鶴兄弟」として知られている。学校の他、錦糸町や亀戸の街頭や当時渋谷にあった『闘魂ショップ』などのプロレスショップ前で協力を呼びかけた。その様子はテレビ朝日のスポーツバラエティ番組『スポコン!』内でも取り上げられ特集も組まれた。全国から109万7千440羽の折り鶴（その後送られてきたものも含めると120万羽を超える）を集め、同番組（8月8日収録、14日放送）内で橋本と初対面した。橋本はそれを受け、同年10月9日に東京ドームで行われた新日本プロレススタジアム興行『Do Judge!!』で現役復帰、試合勝利後リング上に呼んだ米川兄弟から花束を贈呈されている。スポコンで初対面時の感想として力は「金持ちのいい匂いがした」と語っている。橋本から2人へ送られた名前入りの折り鶴と番組内で橋本へ読み上げた手紙は、今でも米川家の家宝となっている。
その後も試合や控室へ招待されるなど交流は続き、橋本と親交のあった小池栄子には恩人として紹介されるなど橋本にとって兄弟が重要な存在であったことが窺い知れる。橋本が2005年7月に脳幹出血で死去した際も、同月15日に横浜・一休庵で行われた通夜や、後日青山葬儀所で行われた合同葬へも出席。棺には自分たちやファンの折った折り鶴の一部を入れた。2006年（当時高校2年生）に一周忌記念特集として発売されたプロレス専門誌『kamipro No.101』で父・兄と受けたインタビュー記事では亡くなる直前まで親交があったことを明らかにしている。また、その内容は橋本の三回忌を偲んで発売された追善本『紙の破壊王 ぼくらが愛した橋本真也 爆勝証言集』にも再掲されている。
橋本家や橋本が立ちあげたプロレス団体ZERO-ONE所属の大谷晋二郎のブログに父、兄と共に時折登場し、デビュー後の現在も親交があることが窺い知れる。
そのほか、2008年7月13日ディファ有明で行われた橋本真也追悼興行『ZERO1☆生LIVEあつい 煩悩0 それがゼロワン』でのメモリアルイベントでリングに登壇、2009年9月21日の『橋本真也デビュー25周年 破壊王伝承 in 後楽園ホール』でエキシビジョンマッチとして行われた橋本の長男・橋本大地のリングデビュー戦では大地に付き添って登場し、試合後にはリングに登壇している。また、2011年3月6日に行われた大地のプロレスデビュー戦においても、兄の宝と共に入場・セコンドに付き添い、試合前の記者会見にも出席している。

## 出演作品

### テレビドラマ
- しにがみのバラッド 第5話「ヒカリノキセキ。I feel the light」（2007年2月5日、テレビ東京）- 主人公をいじめる集団のリーダー格の少年 役
- ドラマ24 BOYSエステ（2007年7月13日・20日、テレビ東京）- 藤島東悟 役
- ガリレオ 第1話「燃える」（2007年10月15日、フジテレビ系）- 公園にたむろしていた若者 役
- ギラギラ（2008年10月17日 - 12月5日、テレビ朝日系）- 朔夜 役
- RESCUE〜特別高度救助隊（2009年1月24日、TBS系）- SR候補生リーダー・剛田 役
- 仮面ライダーディケイド 第10話「ファイズ学園の怪盗」・第11話「555つの顔、1つの宝」（2009年3月29日・4月5日、テレビ朝日系）- 玄田 役
- 第28回横溝正史ミステリ大賞 テレビ東京賞受賞作品『テネシーワルツ』（2010年2月17日・21日、テレビ東京・BSジャパン）- 野村賢輔（青年時） 役
- 4夜連続ドラマ『卒うた』第3夜「奏」（2010年3月3日、フジテレビ）- 前嶋由梨香の大学の知人 役
- タンブリング 第8話「さようなら…カラ高新体操部」（2010年6月5日、TBS系）- ゲスト出演
- 鉄の骨 第1話「談合課勤務を命ず」（2010年7月3日、NHK）- 田巻芳治 役
- 任侠ヘルパー スペシャル（2011年1月9日、フジテレビ）- 隼会構成員 役

### バラエティ
- スポコン!（2000年、テレビ朝日）橋本真也復帰運動「100万羽鶴 折鶴兄弟」

米川力名義。
- ハピふる!（2007年10月1日 - 2008年9月、フジテレビ系） - ハピふる!BOYS（隔日レギュラー）

### CM
- エステWAM 九州地区のみ（2007年10月 - ）

### DVD
- ドリフト 鷹&隼（2007年）

### PV
- WaT 3rdシングル「Hava Rava」（2006年8月2日発売）

### 舞台
- Air Studio Produce『奴ら〜海よ、オレの母よ〜』（2006年6月15日 - 19日）
- "STRAYDOG" Seedling #5『映像都市2009』（2009年3月27日 - 31日）
- "STRAYDOG" Produce『路地裏の優しい猫』（2009年4月29日 - 5月5日）

### 書籍
- kamipro No.101（2006年7月21日発売、kamipro編集部）
米川力名義。
- 紙の破壊王 ぼくらが愛した橋本真也 爆勝証言集（2007年7月11日発売、kamipro編集部）
米川力名義。上記『kamipro No.101』の再録。
- SEVENTEEN（集英社） - 専属メンズモデル

### その他
- 東京ディズニーランド『リロ&スティッチのフリフリ大騒動』プレスキッド（2007年4月10日 - ）
- キラキラ男子学園 #5（2009年12月19日 - 、goomo）
- Beeドラマ『ひだまりの場所〜初恋〜』（2010年1月20日 - 、NTTドコモ BeeTV）